# عملية الثريا
كانت عملية الثريا بمثابة هجوم من قبل منظمة مجاهدي خلق الإيرانية والجيش العراقي في المراحل الأخيرة من الحرب الإيرانية العراقية.

## مقدمة
الحرب الدموية بين العراق وإيران مستمرة منذ ما يقرب من 8 سنوات. في أبريل 1988 ، استأنف العراقيون المسلحون من الحلفاء الأجانب مبادرتهم للمرة الأولى منذ اندلاع الحرب.أطلقوا عدة هجمات مهمة لتحرير أراضيهم في العراق ، وكذلك هجمات جديدة ضد إيران واحتلال عشرات المدن ، كوسيلة للضغط على الخميني لقبول وقف إطلاق النار. كانت عملية الثريا واحدة من تلك المعارك التي تم التخطيط لها بالتعاون مع جماعة المعارضة الإيرانية مجاهدي خلق التي عملت بنشاط مع العراق.
قبل المعركة ، نشر الجيش العراقي كميات كبيرة من الأسلحة المدرعة والكيميائية عبر بلدة ماهران الحدودية الإيرانية (حيث خاضت عدة معارك من قبل وأصبحت الآن في حالة خراب). وفي حين أن العراق سيدعم الهجوم بالمدرعات والمدفعية والقوة الجوية والأسلحة الكيميائية ، فإن معظم عمليات المشاة ستضطلع بها قوات مجاهدي الشعب.

## المعركة
في ليلة السبت ، 18 يونيو ، شن العراق العملية بمساعدة مجاهدي خلق. مع 530 طلعة جوية من الطائرات واستخدام مكثف لغاز الأعصاب ، قاموا بسحق القوات الإيرانية في المنطقة المحيطة بمهران ، وقتلوا أو جرحوا 3500 شخص ، ودمروا تقريباً فرقة للحرس الثوري. وقد استولي على مدينة مهران الإيرانية واحتلت من قبل قوات مشتركة من مجاهدي خلق والعراقيين. احتلت القوات العراقية ومجاههدي خلق عدة ارتفاعات في جميع أنحاء المدينة ، وأخذت عدة مستودعات للإمدادات لم يمسها شيء ، وهو ما يكفي لتجهيز وإمداد فرقتين. وشملت الغنائم العديد من تويوتا لاند كروزر.

## بعد
في وقت لاحق ، في ليلة 21 يونيو ، انسحب العراقيون إلى الجانب الآخر من الحدود ، تاركين قوات مجاهدي الشعب يحتلون المنطقة. لقد كانت هزيمة قاسية للقوات الإيرانية ، والتي فقدت قدرًا كبيرًا من المعدات ، إلى جانب العديد من الجنود القتلى أو الأسرى.كما أطلق العراق حملة قصف إستراتيجية هائلة ضد المراكز السكانية الإيرانية والأهداف الاقتصادية ، وأشعل النار في 10 منشآت نفطية وستة مصانع لإنتاج النفط الخام في الأهواز ومحطتي ضخ في بيبي. الحكمة ، فضلا عن تدمير المرافق الأخرى في غاش ساران. بالإضافة إلى ذلك ، شملت حملة القصف الضربات على محطات الطاقة ومحطات الغاز الطبيعي ومرافق النفط البحرية.